# CMJK
CMJK（シーエムジェイケイ、1967年8月21日 - ）は、日本の音楽家、作曲家、編曲家、音楽プロデューサー、DJ。Cutemenのメンバーであり、電気グルーヴの元メンバー。本名、北川 潤（きたがわ じゅん）。

## 概要
宮城県仙台市出身。テクノバンド「Cutemen」での活動を一旦終了し、若王子耳夫と高橋嵐が脱退した後の1990年に電気グルーヴに加入。電子楽器のプログラミングと作曲を担当した。
電気グルーヴ加入後に石野卓球、ピエール瀧より芸名で活動することを要求された事から、尊敬するDJ「カット・マスター・スウィフト（Cutmaster Swift）」にあやかって「カット・マスター・ジュン・キタガワ」、略してCMJKとした。現在もこの芸名は使用され続けており、今となっては本名よりもこちらを好むという。これがもし考え付かなかったら、メンバーから「ゲンゴロウマル」という芸名がつけられるところであった。2019年にはカローテとしてTwitter上で石野卓球に誕生日を祝われ続ける。
1stアルバム『FLASH PAPA』発表後は電気グルーヴを脱退。その理由に関しては、当時マスコミによってメンバーとの不仲説などいくつかの憶測が囁かれていたが、実際のところは人気グループの一員として楽に活動し、定期的に印税を受け取り、既成のロックバンド的プロセスを踏んでいくことに対し疑問を抱いた結果、いちダンスミュージック・プログラマーとして折り合いをつけた末の決断だったとファンクラブの会報では語っている（マスコミ向けに行った脱退会見では、全裸で会見に臨んだ石野と瀧をバックに「もうこんな奴等とはやってられません」とコメントしている）。後に「ザ・インタビューズ」上では、『FLASH PAPA』レコーディングの為マンチェスターに赴いた際、隣のスタジオで作業をしていたCANDY FLIPとの出会いが契機であったと語っている。バンド脱退後から現在に至るまでもメンバーとの付き合いは続いており、電気グルーヴ10周年企画アルバム『The Last Supper』にも参加した。
電気グルーヴ脱退後は、ピコリンとCutemenとしての活動を再開し、さらに元M-AGEの梶原裕司と共にCONFUSIONを結成。それと同時にゴッサムシティ、C.T.Scan、Alex incの変名でも活動。石野卓球や砂原良徳と共に1990年代のジャパニーズテクノシーンの一翼を担う。『キーボードスペシャル』誌での連載「CMJKのGROOVE CONTROL（グルコン）」は、砂原良徳による「まりんのキーボードスペシャル」と並んで、若手クリエイターに支持された。
自身のソロ・ユニットC.T.Scan名義ではデリック・メイ、カール・クレイグ、UR 等と共演。日本初の国産テクノ・レーベルFROGMAN RECORDS第1弾リリースとなった楽曲『COLD SLEEP』は、英国を始め欧州各地で話題となり、ラジオでのパワープレイと好セールスを記録した。
ソロ活動としては他にも、膨大な数のアーティストのプロデュース、作曲、編曲を続けている。その主な顔ぶれは浜崎あゆみ、佐野元春、少年隊、PENICILLIN、V6、ユースケ・サンタマリア、猿岩石、キャイ〜ン、篠原ともえ、KICK THE CAN CREW、東京パフォーマンスドール、FLIP-FLAP、片瀬那奈、THC!!、OVA『マクロスプラス』（サウンドトラック参加）など多数。2000年には、テレビドラマ『バーチャルガール』（日本テレビ）のオープニングテーマをはじめとするサントラCDの作成も手がけた。自身のクラブイベント「BOO」でもDJとして活躍している。
近年では不定期ながらCMJK名義でソロライヴも行なっており、Cutemenのピコリンをゲストヴォーカリストに迎えてライヴパフォーマンスを展開している。自身のバンドは「Clockwork yellow」。

## 作品
CMJK
- 「Secert Savanna」（2020年11月4日配信）[4]
- 「Life Goes On」（2020年12月9日配信）[5]
- ソロアルバム「Landscape 1」（2021年1月27日発売）[6]

電気グルーヴ
- 「BINGO!」（作曲は石野卓球と共作）
- 「M.O.C.」（作曲）
- 「マイアミ天国」（作曲）

Cutemen（CMJKとPicorinによる音楽ユニット）
- 「3-D On CD」（作詞・作曲ともPicorinと共作）、1993年5月21日シングル
- 「Go Your Way」（作詞・作曲）、1993年7月7日アルバム「Futurity」に収録
- 「Tribal Beat」（作詞・作曲）、1993年7月7日アルバム「Futurity」に収録
- 「My Heart」（作詞・作曲ともPICORINと共作）、1993年7月7日アルバム「Futurity」に収録
- 「Never Land」（作詞・作曲）、1993年9月22日シングル
- 「Waiting For Love」（作詞・作曲ともPicorinと共作）、2001年12月5日シングル
- 「Different Nation Under The Different Groove」（作詞・作曲）、2002年10月23日シングル
- 「Born To Love You」（作詞・作曲）、2016年3月23日シングル
- 「Gasoline Car」（作詞・作曲）、2016年3月23日シングル
- 「Celebration」（作詞・作曲）、2016年7月27日シングル
- 「Loser」（作詞・作曲）、2016年7月27日シングル
- 「Get Ready(For The Humanity's End)」（作詞・作曲）、2016年10月26日シングル
- 「Get Ready(For The Childhood's End) 」（作詞・作曲）、2016年11月23日アルバム「Humanity」に収録
- 「終末時計」（作詞・作曲）、2016年11月23日アルバム「Humanity」に収録
- 「Mind Wandering」（作詞・作曲）、2016年11月23日アルバム「Humanity」に収録
- 「The Light」（作詞・作曲）、2016年11月23日アルバム「Humanity」に収録
- 「Sayonara」（作詞・作曲）、2016年11月23日アルバム「Humanity」に収録
- 「Forever」（作詞・作曲）、2017年2月15日シングル
- 「Cucumber」（作詞・作曲）、2017年2月15日シングル
- 「M.O.T.S.U」（作詞・作曲）、2017年9月6日 アルバム「Exhibition Of Love & Desire」に収録
- 「Sympathizer」（作詞・作曲）、2017年9月6日 アルバム「Exhibition Of Love & Desire」に収録
- 「It's Not Love」（作詞・作曲）、2017年9月6日 アルバム「Exhibition Of Love & Desire」に収録
- 「Heat Of Love」（作詞・作曲）、2017年9月6日 アルバム「Exhibition Of Love & Desire」に収録
- 「Hurt Me」（作詞・作曲）、2017年9月6日 アルバム「Exhibition Of Love & Desire」に収録
- 「Contact」（作詞・作曲）、2017年9月6日 アルバム「Exhibition Of Love & Desire」に収録

C.T.Scan（CMJKのソロ・ユニット）
- 「COLD SLEEP」、1994年、FROGMAN RECORDS第1弾リリース

ALEX inc.（CMJKのユニット）
- MONKEY FRESH DOPE SHIT（作詞と作曲ともCO-PINGと共作）
- MASH（作詞と作曲ともCO-PINGと共作）
- QUICK DANCER（作詞と作曲ともCO-PINGと共作）
- ONE DAY（編曲をCO-PINGと共作）

## 主な提供作品
アーティスト名は、あいうえお順。
麻生夏子
- 「不安定な惑星」（作詞・作曲）、2014年03月05日アルバム「My Starlit Point」に収録

安良城紅
- 「Infinite...」（編曲）、2004年10月20日シングル〜TBSテレビ「COUNT DOWN TV」10月度OPテーマ。
- 「Song for love」（作曲・編曲）、2004年11月25日シングル
- 「True fighter」（作曲・編曲）、2005年2月9日アルバム「Beni」に収録
- 「Daphne」（作曲・編曲）、2005年2月9日アルバム「Beni」に収録
- 「THE POWER」（作詞・作曲・編曲）、2005年6月1日シングル〜NFL TOKYO 2005 イメージソング。
- 「CALL ME, BEEP ME! (Exclusive version) 」（編曲）、2005年6月1日シングル〜テレビ東京「キム・ポッシブル」（外国版）のカバー曲。
- 「FLASH FLASH(feat.KOHEI JAPAN) 」（作詞はKOHEI JAPANと共作・作曲・編曲）、2005年9月21日デジタルダウンロードシングル〜コーセー「VISEE」CMソング。
- 「Cherish」（編曲）、2005年12月7日シングル〜NTV「音楽戦士 MUSIC FIGHTER」POWER PLAY、名鉄空港線・特急「ミュースカイ」CMソング。
- 「GOAL」（編曲）、2005年12月7日シングル〜テレビ東京アニメ「アイシールド21」エンディングテーマ。
- 「wake up」（作曲・編曲）、2006年2月22日アルバム「Girl 2 Lady」に収録
- 「FLASH」（作詞はBeniと共作・作曲・編曲）、2006年2月22日アルバム「Girl 2 Lady」に収録
- 「太陽が月を照らして」（作詞・作曲・編曲）、2006年2月22日アルバム「Girl 2 Lady」に収録
- 「Luna」（編曲）、2007年2月28日シングル〜テレビ朝日金曜ドラマ「松本清張・最終章 わるいやつら」主題歌（米倉涼子主演）、レディースアパレルブランド「CECIL McBEE（セシルマクビー）」とプロモーションタイアップ。
- 「BAD GIRL」（作詞はBeniと共作・作曲・編曲）、2007年4月25日アルバム「GEM」に収録
- 「Mirror mirror」（作詞・作曲・編曲）、2007年4月25日アルバム「GEM」に収録
- 「Southern Star」（作曲・編曲）、2008年3月5日アルバム「Chapter One 〜Complete Collection〜」に収録〜オリオンビール「サザンスター」・2007年秋 - 2009年 CMソング。
- 「Mellow Parade」（作曲・編曲）、2008年3月5日アルバム「Chapter One 〜Complete Collection〜」に収録〜映画「ブラブラバンバン」主題歌。
- 「BIG BANG」（作詞は安良城紅と共作・作曲）、2008年3月5日アルバム「Chapter One 〜Complete Collection〜」に収録〜MBS「第62回毎日甲子園ボウル」番組テーマソング

あやまんJAPAN
- 「ドドスコぽいぽいのうた with 楽しんご」（作曲・編曲）、2011年6月15日配信

アンジュルム
- 「乙女の逆襲」（編曲）、2015年2月4日シングル

今宿麻美
- 「BIRTH DAY」（作曲、作詞はWADAと共作）、2001年3月7日マキシシングル「Wild flowers」収録

S.E.S.
- 「Round & Round」（作曲、作詞は関口深志と共作）、2000年5月24日アルバム「Be Ever Wonderful」収録

MCU
- 「トワイライトタイム」（作曲・編曲）2006年5月17日シングル「MCU in WONDERLAND e.p.」収録
- 「Recollection」（作曲・編曲）2006年5月17日シングル「MCU in WONDERLAND e.p.」収録
- 「手のひら re-birth」（編曲、作曲はMCUと共作）2006年5月17日シングル「MCU in WONDERLAND e.p.」収録
- 「FUNKY JET」（編曲をMCUと共作）2006年5月17日シングル「MCU in WONDERLAND e.p.」収録

エンジェルスターズ(ささかまリス子/上花楓裏/キャンディスン/舞川みやこ/思春ももせ)
- 「小さいグラス」（作詞・作曲） 2015年12月23日アルバム「TVアニメ『コンクリート・レボルティオ〜超人幻想〜』神化・傑作曲集」に収録

KAMOSHIKA〜STARDUST PLANET・夏Sオリジナルユニット 
- 「CatWalk」（編曲）、2018年7月21日音源集EP「We Are "STAR"」に収録

木更津キャッツアイ feat. MCU
- 「シーサイド・ばいばい」（編曲、作曲はMCUと共作）2006年10月25日シングル

KICK THE CAN CREW
- 「Color variation」（作詞と作曲ともKICK THE CAN CREWと共作）、2001年10月17日インディーズ時代のアルバム「Greatest Hits」に収録
- 「マイクロフォンのテーマ」（作詞と作曲ともKICK THE CAN CREWと共作）、2001年10月17日インディーズ時代のアルバム「Greatest Hits」に収録

キャイ〜ン
- 「THE BUSINESS」（作曲）、1996年10月23日アルバム「SHI～NE☆」収録（以下同じ）
- 「まあるい月」（作曲）
- 「スプーン・ラヴ」（作曲）
- 「CONTROLLER MORNING」（作曲）
- 「お前こそCho-Very-Ba!」（作曲）
- 「TARUI」（作曲）
- 「PROFESSIONAL」（作曲）
- 「直球勝負!」（作曲）
- 「LONG‐VACATION」（作曲）
- 「SHI~NE☆」（作曲）

キャンディスン
- 「小さいグラス-Resentment ver.-」（作詞・作曲）2016年04月18日アルバム「TVアニメ『コンクリート・レボルティオ〜超人幻想〜 THE LAST SONG』COMPOSITE ALBUM」に収録

GOタリモ&ミニカレー
- 「恋の400Mカレー」（作曲）、2001年12月5日シングル

佐咲紗花
- 「Oval Circus」（作曲）、2017年3月29日アルバム「Fated Crown」に収録

Satchomo（サッチョモ）
- 「お地蔵サンバ」「お地蔵さんロマンチカ」（編曲）、1999年9月22日シングル

佐野元春
- 「僕は愚かな人類の子供だった (CMJK version)」（リミックス）1999年3月1日シングル「僕は愚かな人類の子供だった」収録

篠原ともえ
- メルヘン節（作曲・編曲）、1996年10月2日アルバム「スーパーモデル」に収録

シャロン・アップル
- 「INFORMATION HIGH」（作曲・編曲）、1995年、アニメ「マクロスプラス」劇中歌

Juice=Juice
- 「Ça va ? Ça va ?（サヴァサヴァ）」（編曲）、2015年4月8日シングル

私立恵比寿中学
- 「EBICHU's Championship Tera-Mix」（ミックス）、2016年11月16日ベストアルバム「『中卒』『中辛』～エビ中のコンプリートベスト～」に収録[7]
- 「藍色のMonday」（作詞・作曲・編曲）、2017年5月31日アルバム「エビクラシー」に収録
- 「EBICHU After 6 Session mixed by CMJK（live at AFTER 6 JANCTION）」、2020年1月27日配信

SUPER★DRAGON
- 「君は1000%」（編曲）、2021年4月30日配信の配信限定シングル、1986オメガトライブが1986年にリリースしたデビューシングルで、代表曲のカバー。

鈴木キヨシ（林勇）、高橋イサム（羽多野渉）、佐藤シゲル（寺島拓篤）
- 「私立笑顔ヶ丘中学校 校歌」（作曲）、2018年1月28日アルバム「『せいぜいがんばれ!魔法少女くるみ』主題歌集」に収録
- 「笑顔ヶ丘音頭」（作曲）、2020年

たこやきレインボー
- 「尼崎テクノ」（編曲）、2016年12月21日アルバム「まいど!おおきに!」に収録
- 「恋するビリケンさん」（編曲）、2016年12月21日アルバム「まいど!おおきに!」に収録
- 「RAINBOW〜私は私やねんから〜」（編曲）、2017年5月10日シングル
- 「まねー!!マネー!?Money!!」（編曲）、2017年9月20日シングル
- 「輝け！おっサンシャイン！」（編曲）、2018年2月21日アルバム「ダブルレインボー」に収録
- 「Boules de poulpes S’il vous plait」（編曲）、2019年2月27日アルバム「軟体的なボヤージュ」に収録
- 「SuperSpark」（作詞は彩木咲良と共作・作曲・編曲）、2019年2月27日アルバム「軟体的なボヤージュ」に収録
- 「恋のダンジョンUME」（編曲）、2020年7月8日シングル
- ファミリア・デ・セレッソ「ホーム最強」（編曲）、セレッソ大阪コラボ応援ソング

チエ・カジウラ
- 「＊＊＊届くほど高く↑＊＊＊」（作曲）、1996年3月23日シングル

超特急
- OVERTURE

つばきファクトリー
- 「青春まんまんなか!」（編曲）、2015年9月6日シングル

寺島拓篤
- 「lunar orbit」（作曲）、2014年10月29日アルバム「PRISM」に収録
- 「深海より」（作曲・編曲）、2020年03月25日アルバム「ASSEMBLE」に収録

中島愛
- 「未来の記憶」（作曲）、2018年2月14日アルバム「Curiosity」に収録

二階堂千鶴
- 「Collier De Perles」（作詞・作曲・編曲）、2022年3月23日「THE IDOLM@STER MILLION LIVE! M@STER SPARKLE2 05」に収録

NO KISS
- 「BIRTHDAY KISS」2006年3月23日シングル
- 「TUMBLIN' PINK EARTH」同シングルのカップリング

NOYORI
- 「絶頂 Dive To Your Heart」（作曲）、2000年2月19日シングル

浜崎あゆみ
- 「opening Run」（作曲・編曲）、2002年1月1日アルバム「I am...」に収録
- 「Naturally」（編曲）、2002年1月1日アルバム「I am...」に収録
- 「still alone」（編曲）、2002年1月1日アルバム「I am...」に収録
- 「Endless sorrow 〜gone with the wind ver.〜」（編曲）、2002年1月1日アルバム「I am...」に収録
- 「HANABI」（編曲）、2002年7月24日シングル
- 「everlasting dream」（作曲・編曲）、2002年12月18日アルバム「RAINBOW」に収録
- 「Real me」（編曲）、2002年12月18日アルバム「RAINBOW」に収録
- 「Over」（作曲）、2002年12月18日アルバム「RAINBOW」に収録
- 「everywhere nowhere」（編曲）、2002年12月18日アルバム「RAINBOW」に収録
- 「Catcher In The Light」（作曲・編曲）、2004年12月15日アルバム「MY STORY」に収録
- 「Liar」（編曲はイズタニタカヒロと共作）、2004年12月15日アルバム「MY STORY」に収録
- 「HOPE or PAIN」（編曲）、2004年12月15日アルバム「MY STORY」に収録
- 「HAPPY ENDING」（編曲）、2004年12月15日アルバム「MY STORY」に収録
- 「CAROLS」（編曲）、2004年12月15日アルバム「MY STORY」に収録〜パナソニック デジタルカメラ「LUMIX FX-7」CMソング。
- 「STEP you」（編曲）、2005年4月20日シングル
- 「alterna」（編曲）、2005年8月3日シングル
- 「Bold & Delicious」（編曲）、2005年11月30日シングル
- 「Pride」（編曲）、2005年11月30日シングル
- 「Ladies Night」（編曲）、2006年1月1日アルバム「(miss)understood」に収録
- 「Are You Wake Up?」（作曲・編曲）、2006年1月1日アルバム「(miss)understood」に収録〜インスト曲
- 「Startin'」（編曲）、2006年3月8日シングル〜カプコンPS2用ソフト『新鬼武者 DAWN OF DREAMS』OPテーマ、日本テレビ系『スポーツうるぐす』2006年2月・3月期テーマソング。
- 「Born To Be...」（編曲はKazuhiro Haraと共作）、2006年3月8日シングル〜日本テレビ系『トリノ2006』テーマソング。
- 「Beautiful Fighters」（編曲）、2006年6月21日シングル〜Panasonic「D-snap Audio」/「D-dock」CMソング。
- 「Not yet」（作曲・編曲）、2006年11月29日アルバム「Secret」に収録
- 「until that Day...」（作曲・編曲）、2006年11月29日アルバム「Secret」に収録

ハルカトミユキ
- 「ワールドワイドウエブは死んでる」（作曲をハルカと共作）2015年12月23日シングル

BEAMS 40周年記念プロジェクト
- 「TOKYO CULTURE STORY 今夜はブギー・バック(smooth rap)」（サウンドデザイン・編曲）、2016年10月、40年間の東京のカルチャーを、ファションと音楽という2つの視点から振り返るMV、1000万回再生を記録し話題となる。

Who's That Girl
- 「醜いアヒルの子」、2017年3月29日配信

真城めぐみ
- 「マイクロフォンのテーマ」（作詞と作曲をKICK THE CAN CREWと共作）2001年3月7日マキシシングル「Wild flowers」に収録

μ's
- 「夏色えがおで1,2,Jump! -Waiting for Summer of love REMIX-」（リミックス）2014年8月2日CD『一番くじ ラブライブ! 3rdステージ』L賞「夏色えがおで1,2,Jump! -Waiting for Summer of love REMIX-」に収録

渕上舞
- 「トロピカルガール」（作詞・作曲・編曲）、2018年01月24日アルバム「Fly High Myway!」に収録
- 「バレンシアガール」（作詞・作曲・編曲）、2019年01月23日ミニアルバム「Journey & My music」に収録

FLIP-FLAP
- 「たんぽぽ」1998年1月21日シングル
- 「everything!」1998年9月9日シングル
- 「小さな光」1999年4月29日
- 「バランス」1999年4月29日ミニアルバム「FLIP FLAP e.p」に収録
- 「旅行に行こう」1999年4月29日ミニアルバム「FLIP FLAP e.p」に収録
- 「あなただけ見ているの」1999年4月29日ミニアルバム「FLIP FLAP e.p」に収録
- 「Liv la la la Luv」1999年10月1日シングル

マツリルカ&アリス
- 「スーパーサマー□バイブレーション!!」（編曲）、2005年7月20日シングル
- 「ラブ・リルカ」（編曲）、2005年9月28日シングル
- 「ワン・プラス・ワン」（作曲・編曲）、2005年9月28日シングル
- 「wrap around」（編曲）、2005年9月28日シングル
- 「HUG～抱きしめてください～ 」（作曲）、2006年01月18日シングル
- 「春先フィーリン 」（作曲）、2006年01月18日シングル

道重さゆみ
- 「団長ガナシのドール箱」（作曲・編曲）、2017年7月5日サウンドトラック「『SAYUMINGLANDOLL〜再生〜』オリジナルサウンドトラック」に収録（以下同じ）
- 「ちょっと逢えないくらいで」（編曲を川辺ヒロシと共作）
- 「ドール見習いの日常」（編曲）
- 「miniトート逃げる」（編曲）
- 「カワイイエディットパーティ」（作曲と編曲を川辺ヒロシと共作）
- 「あがるあがる」（作曲と編曲を川辺ヒロシと共作）

リア・ディゾン
- 「Missing」（作曲・編曲）、2007年9月12日アルバム「Destiny Line」に収録
- 「Time (Clock Of The Heart)（編曲）、2007年9月12日アルバム「Destiny Line」に収録

## 出演
- ドキュメンタリー映画「DENKI GROOVE THE MOVIE? ～石野卓球とピエール瀧～」（2015年12月公開）[8]